# Linie 6 (Metro Madrid)
Die Linie 6 (span. Línea 6 oder Circular, kurz L-6) ist eine U-Bahn-Linie der Metro Madrid. Dabei handelt es sich um eine Ringlinie, die rund um das Stadtzentrum verläuft und Anschlüsse an alle übrigen Linien außer der L-12 vermittelt. Die Strecke verläuft von Cuatro Caminos über Avenida de América, Pacífico und Príncipe Pío zurück nach Cuatro Caminos. Die Linie verkehrt in beide Richtungen.
Die L-6 ist 23,5 Kilometer lang und besitzt 28 Stationen. Die vollständig unterirdische verlaufende Linie gehört zum Großprofilnetz, die Länge der Stationen beträgt 115 Meter. Cuatro Caminos ist mit einer Tiefe von 49 Metern die am tiefsten unter der Erdoberfläche liegende der gesamten Madrider Metro. An 14 Punkten kann zu anderen Metrolinien umgestiegen werden, an vier Stationen zur Vorortbahn Cercanías.

## Geschichte
Die Streckenführung der zukünftigen Ringlinie war mit dem überarbeiteten Ausbauplan des Jahres 1974 festgelegt worden. Die Strecke Cuatro Caminos – Pacífico, der erste Abschnitt (7,2 km lang), der L-6, wurde am 11. Oktober 1979 eröffnet. Etwas mehr als ein halbes Jahr später folgte am 7. Mai 1980 der Abschnitt zwischen Pacífico und Oporto, womit die Linie zu etwas mehr als der Hälfte fertiggestellt war.
Im Jahr 1982 kam es zu einer Überprüfung des Ausbauplans. Als Folge dieser Neubewertung wurden die Bauarbeiten am Abschnitt Laguna – Puerta del Ángel vorläufig gestoppt, die vorhandenen Geldmittel sollten zuerst vor allem in die Verbesserung der Stationsinfrastruktur fließen. Der Abschnitt zwischen Oporto und Laguna konnte wie geplant noch vollendet werden und wurde am 1. Juni 1983 eröffnet.
Am 13. Januar 1987 erreichte die L-6 von Cuatro Caminos aus die Station Ciudad Universitaria. Die Universität Complutense Madrid hatte seit den 1940er Jahren immer wieder erfolglos eine Anbindung des weitläufigen Universitätsgeländes ans Metronetz gefordert. 1963 war immerhin die L-3 nach Moncloa verlängert worden, doch diese Station lag am südlichen Rand des Geländes und erschloss dieses nur ungenügend. Mit der Verlängerung der L-6 konnte somit die seit Jahrzehnten erhobene Forderung endlich erfüllt werden.
Am 10. Mai 1995 wurde mit dem Abschnitt Laguna – Ciudad Universitaria die letzte Lücke der L-6 geschlossen. Am Bahnhof Príncipe Pío baute man die U-Bahn-Station, die bis dahin nur von der Pendellinie R bedient worden war, zu einem Verkehrsknotenpunkt aus, an dem sich seither drei Metrolinien und zwei Linien der Cercanías kreuzen. Die L-6 entwickelte sich in der Folge zu der am stärksten nachgefragten Linie des gesamten Netzes, mit über 500.000 Fahrgästen täglich. Am 26. Januar 2007 erfolgte die Eröffnung der Station Arganzuela-Planetario zwischen Legazpi und Méndez Álvaro.